# Aeroportul Iejima
Aeroportul Iejima (IATA: IEJ, ICAO: RORE) este un aeroport din Ie⁠(d), Kunigami District⁠(d), Prefectura Okinawa, Japonia ce deservește zona Ie⁠(d). Aeroportul a fost tranzitat în 2023 de 356 de pasageri. A fost deschis în 1972 și numit după zona deservită.
Situat la o altitudine de 73 m, aeroportul dispune de o singură pistă.